# Rolf Nitzsche
Rolf Nitzsche (18 de setembro de 1930 — 27 de agosto de 2015) foi um ciclista alemão que competiu no ciclismo nos Jogos Olímpicos de Verão de 1956, pela equipe Alemã Unida.